# 藍黑星衫魚
藍黑星衫魚（学名：Astronesthes cyaneus）为輻鰭魚綱巨口鱼目巨口鱼科的其中一種。分布于印度西太平洋區的熱帶及亞熱帶海域，為深海魚類，棲息深度120-800公尺，體長可達10.8公分。

## 扩展阅读
維基物種上的相關：藍黑星衫魚